# چرکه‌سولو
چِرکه‌سولو (به مجاری:  Cserkeszőlő) یک منطقهٔ مسکونی در مجارستان است که در ناحیه کون‌سنت‌مارتون واقع شده‌است. چِرکه‌سولو ۳۰٫۷ کیلومتر مربع مساحت و ۲٬۲۶۰ نفر جمعیت دارد.

## خواهرخوانده
شهر Malinska-Dubašnica خواهرخواندهٔ چرکه‌سولو هست.